# Peste di Azoth
La peste di Ashdod (o Azoth) è un dipinto di Nicolas Poussin risalente al 1631, custodito al Louvre.

## Storia
L'opera fu eseguita da Poussin per Fabrizio Valguarnera, un nobile palermitano; ebbe diversi proprietari fino ad essere acquistata dal cardinale Richelieu, per poi confluire nelle raccolte di Luigi XIV.
Il dipinto fu acquistato dal Valguarnera, insieme al Regno di Flora dello stesso pittore francese (e a molti quadri di altri autori), probabilmente con i proventi di un furto. Ne scaturì un clamoroso caso giudiziario, in cui lo stesso Poussin fu chiamato a deporre come testimone.
Una copia di alta qualità dell'opera, forse una replica dello stesso Poussin, si trova nel Museu Nacional de Arte Antiga di Lisbona.

## Descrizione e stile
Il dipinto rappresenta un passo del primo libro di Samuele, nel quale Dio accusa i Filistei di aver rubato l'Arca dell'Alleanza, inviandogli la tremenda piaga della peste.
L'arca è raffigurata alla sinistra del dipinto, nei pressi del tempio di Dagon ormai in rovina; frammenti della statua della divinità sono visibili ai piedi di una colonna vicino. Tutto attorno, circondata da uno sfondo di numerose architetture classiche, si trova una folla di persone terrorizzate, ritratte il più delle volte in fuga tra i cadaveri degli appestati che coprono il terreno; a terra abbondano anche i topi e gli uomini si tappano il naso per il fetore dei corpi. I colori sono tetri e gli edifici incombenti rendono la scena oppressiva. Questa rappresentazione tanto cruda della piaga fu ispirata all'autore dall'epidemia di peste scoppiata a Milano nel 1630.
La composizione generale dell'opera ha portato alcuni studiosi ad accostarla all'Incendio di Borgo di Raffaello.
Ulteriori riferimenti seguiti da Poussin si trovano in due incisioni. La prima è la Peste di Frigia (nota anche come il Morbetto), eseguita da Marcantonio Raimondi su disegno di Raffaello, la seconda - da cui deriva l'ambientazione della Peste di Azoth - è il fondale per una Scena tragica dell'architetto Sebastiano Serlio.

## Galleria d'immagini

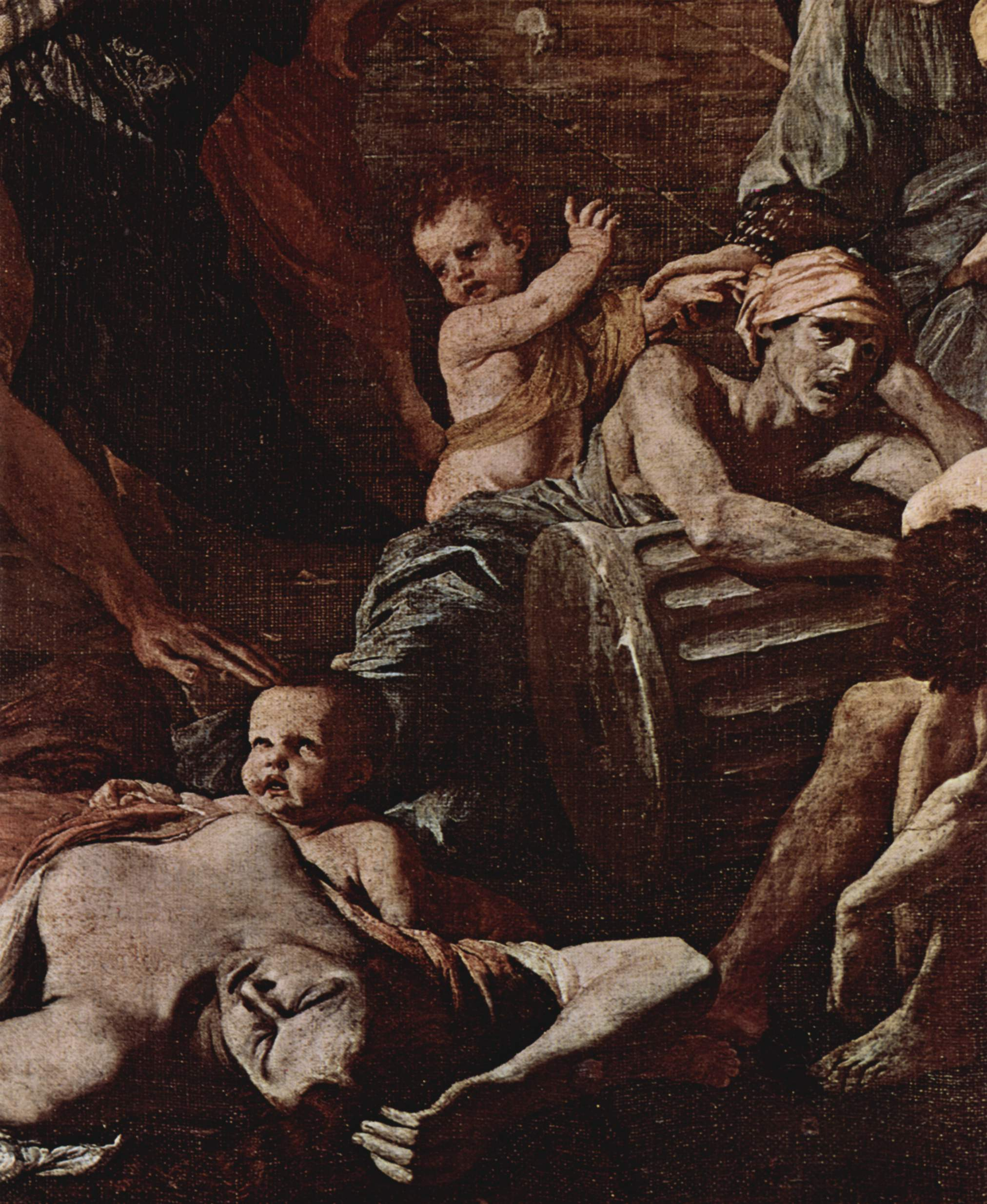
Dettaglio de La peste di Azoth raffigurante un bambino poggiato a terra accanto al cadavere della madre.
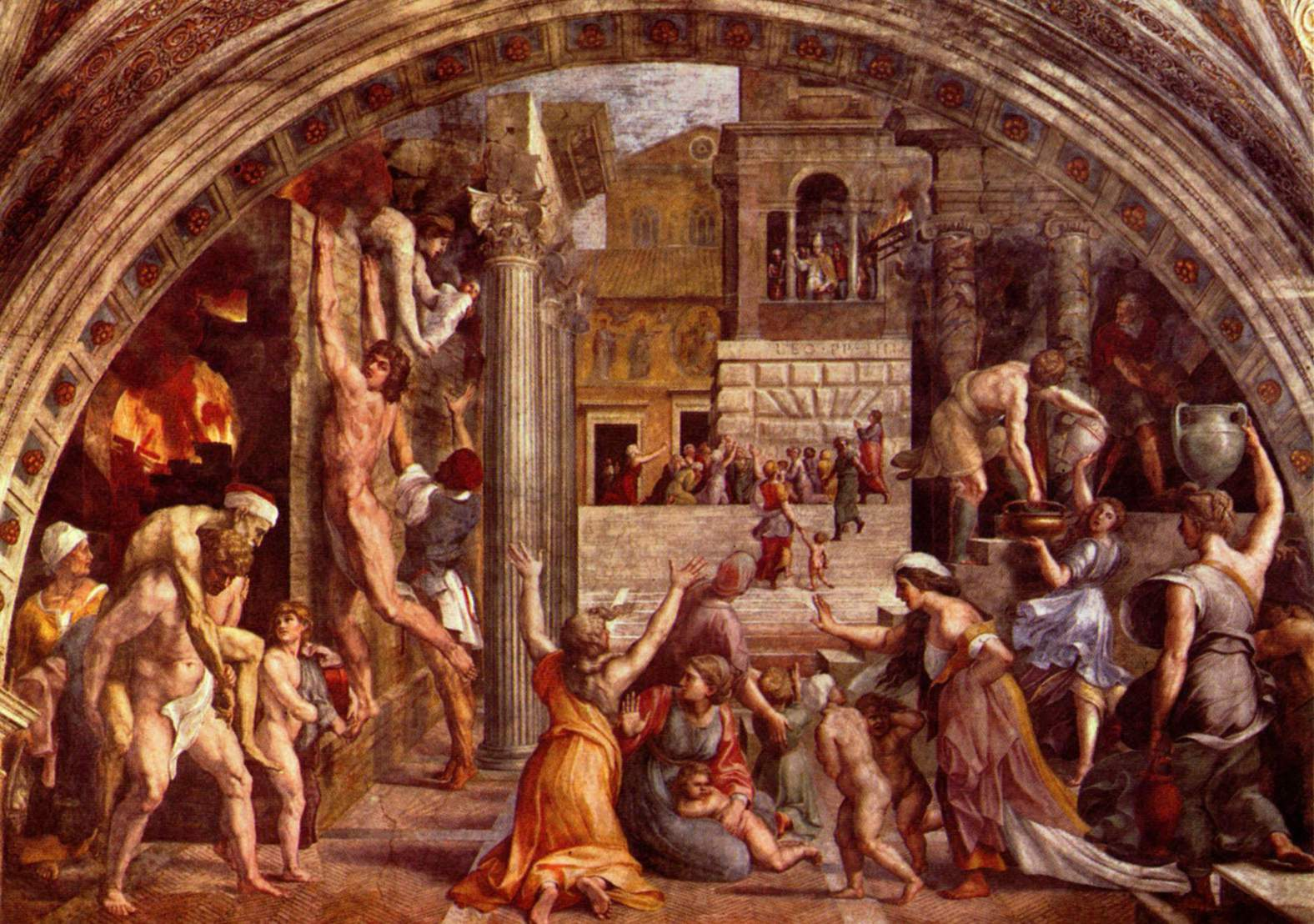
Incendio di Borgo di Raffaello, fonte di ispirazione per Poussin.
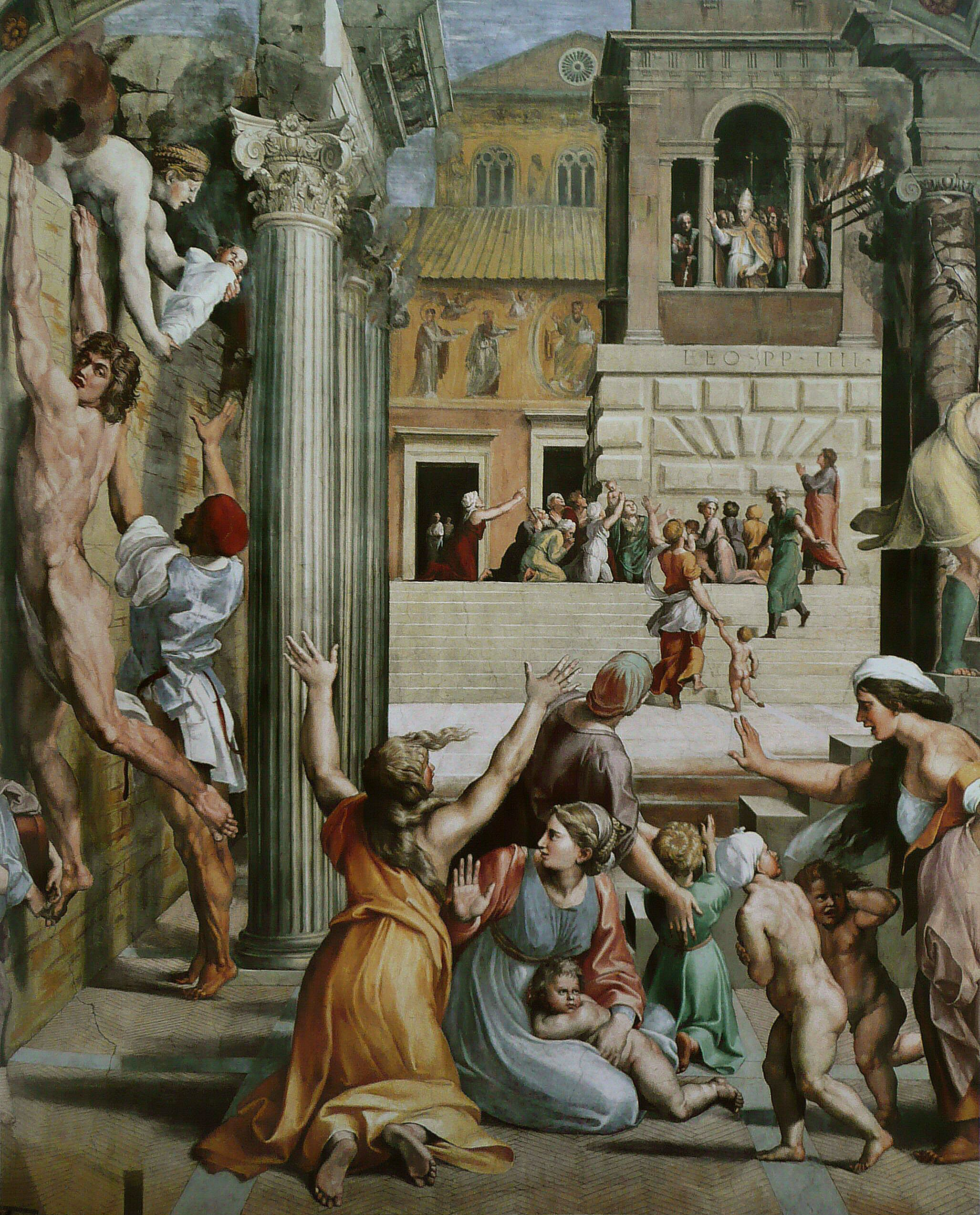
Dettaglio dell'Incendio di Borgo, la disposizione delle strutture si avvicina molto a quella della peste di Azoth.
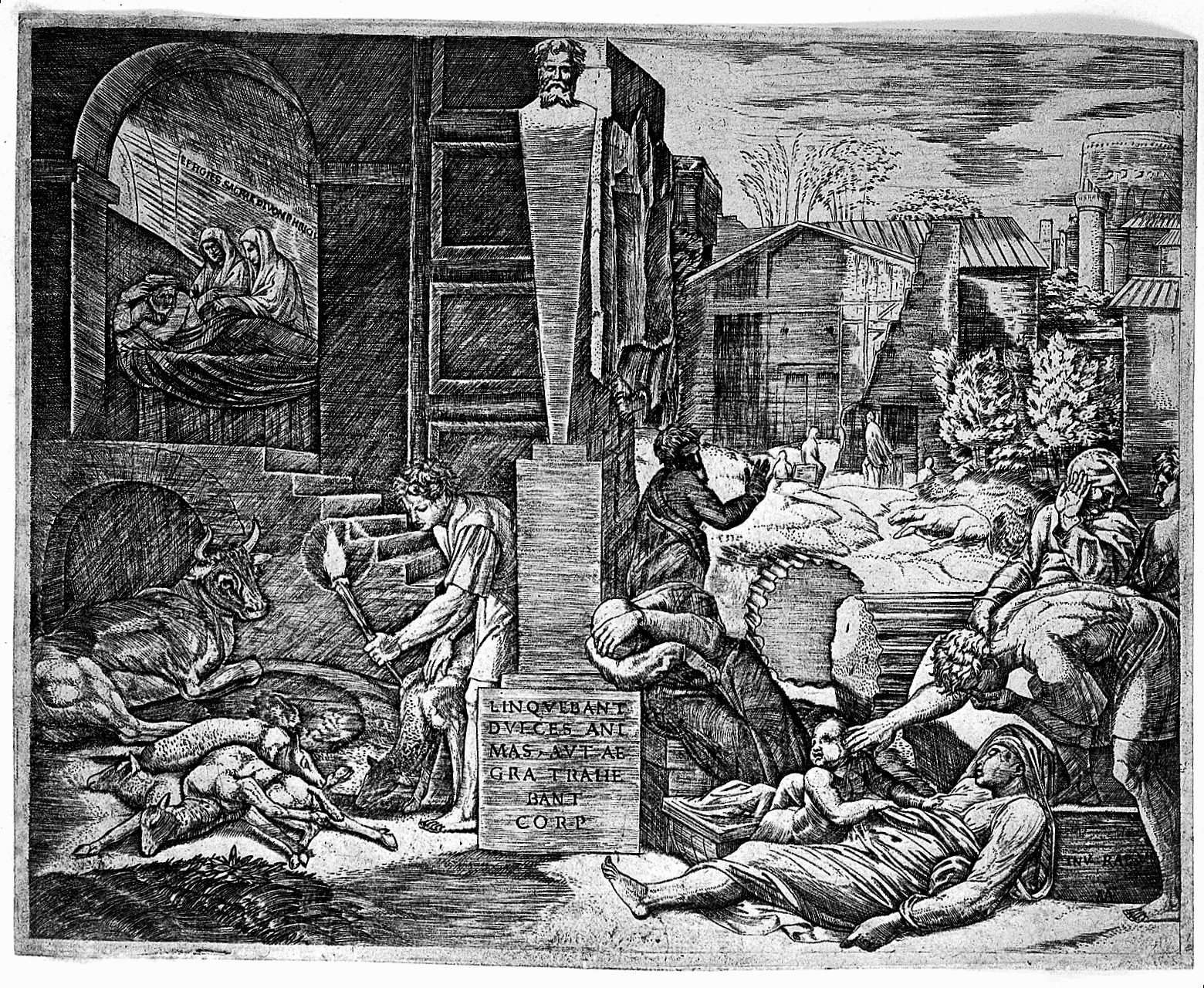
Marcantonio Raimondi da Raffaello, Peste di Frigia, 1520 ca.
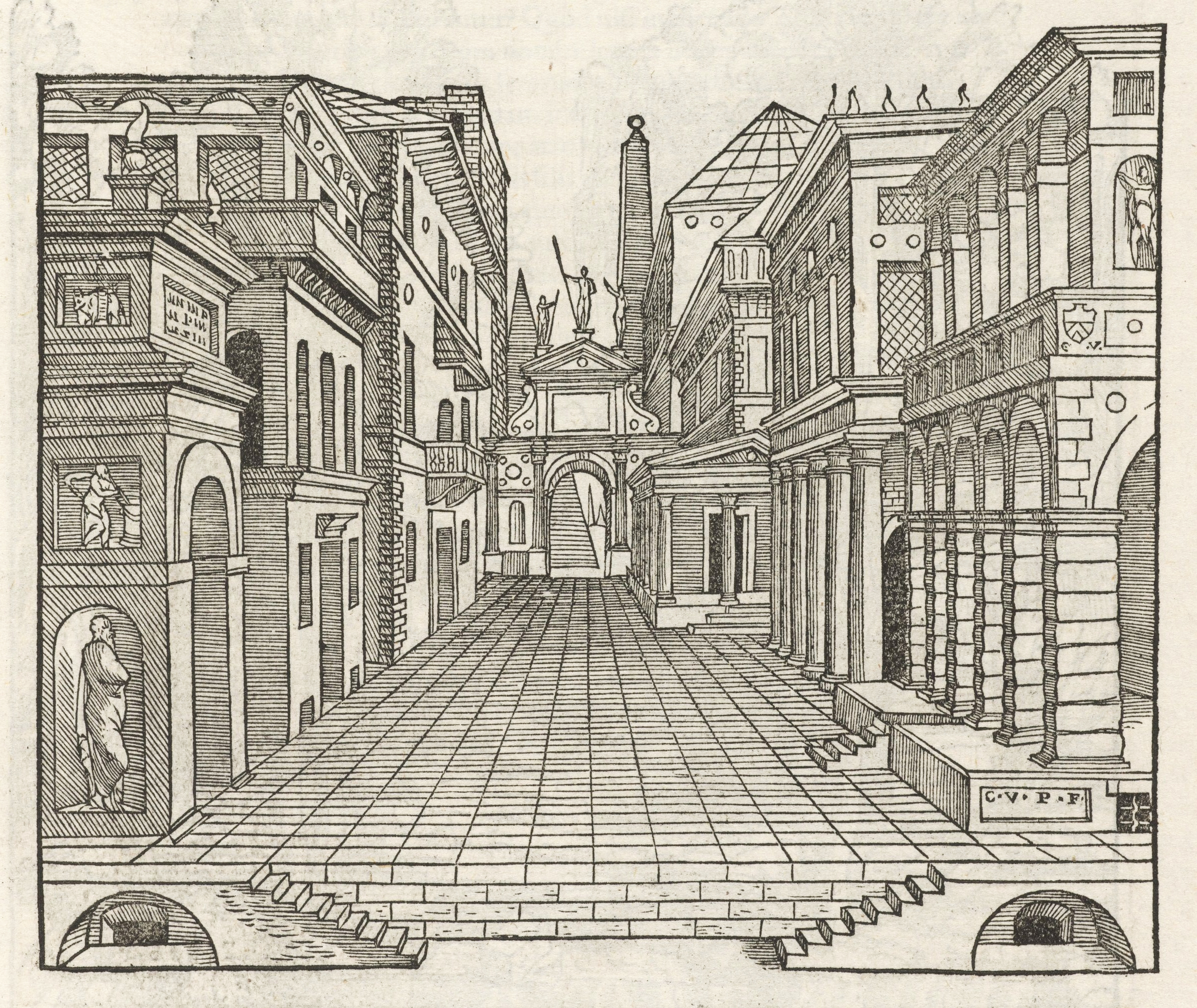
Sebastiano Serlio, Scena tragica, 1569.